# Empis damara
Empis damara är en tvåvingeart som beskrevs av Smith 1969. Empis damara ingår i släktet Empis och familjen dansflugor. Inga underarter finns listade i Catalogue of Life.